# سینت-مارتنزدیک
سینت-مارتنزدیک (به هلندی: Sint-Maartensdijk) یک منطقهٔ مسکونی در هلند است که در تولن (هلند) واقع شده‌است. سینت-مارتنزدیک ۲۱٫۸۶ کیلومتر مربع مساحت و ۳٬۵۱۲ نفر جمعیت دارد.